# Церква Святого Володимира Великого (Малий Глибочок)
Церква Святого Володимира Великого в Малому Глибочку — парафія і храм греко-католицької громади Збаразького деканату Тернопільсько-Зборівської архієпархії Української греко-католицької церкви в селі Малий Глибочок Тернопільського району Тернопільської области.

## Історія церкви
Парафію було утворено 9 березня 1995 року. Будівництво храму тривало з 1995 по 1998 рік. Архітектором був Я. Дир. Кошти на будівництво надали ТОВ «Тарасівка» (директор В. Патерак) та громада села. Храм освятив декан о. Григорій Єднорович.

## Парохи
- о. Володимир Хомкович,
- о. Василь Шайда,
- о. Іван Рудий,
- о. Олег Яриш,
- о. Омелян Колодчак (з 2003).